# Ciclohexan
Ciclohexanul este un cicloalcan cu formula moleculară C6H12. Compusul este folosit ca solvent nepolar în industria chimică, și de asemenea ca materie primă pentru producerea industrială a acidului adipic și a caprolactamului, care sunt ambii compuși intermediari pentru fabricarea nailonului. 

## Producere și utilizare
La scară industrială, ciclohexanul se obține prin reacția dintre benzen și hidrogen. Producătorii de ciclohexan folosesc aproximativ 11,4% din cererea totală de benzen la nivel mondial.  Datorită proprietăților chimice și conformaționale unice, ciclohexanul este de asemenea utilizat în analiza chimică și ca standard. Are un miros aparte asemănător detergentului.

## Geometrie
Rotația în jurul legăturilor C-C permite moleculei de ciclohexan să adopte o infinitate de conformații.
Atunci când se reprezintă molecula de ciclohexan în 3 dimensiuni, pot exista în condiții normale două conformații: „scaun” și „baie”. (denumiri conform C.D.Nenițescu) Prima formă este mai stabilă decât cea de-a doua.

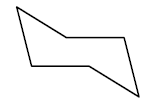
Conformaţia de tip scaun
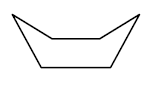
Conformaţia de tip baie
Formulă topologică

## Istoric
în 1894, Baeyer a sintetizat ciclohexanul pornind de la acidul pimelic, pe care l-a supus unei condensări Dieckmann, iar apoi a realizat reduceri multiple:
și în anelași an, E. Haworth și W.H. Perkin Jr. (1860–1929) au făcut același lucru plecând de la 1,6-dibromohexan și folosindu-se de reacția Wurtz.
Astăzi, ciclohexanul poate fi sintetizat cu ajutorul benzenului trecut prin diverse reacții de reducere. 